# NGC 2369
NGC 2369 è una vasta galassia a spirale barrata situata nella costellazione della Carena, a una distanza di circa 162 milioni di anni luce dalla nostra Via Lattea.

## Scoperta
La galassia è stata scoperta il 26 dicembre 1834 dall'astronomo britannico John Herschel.

## Descrizione
Le galassie PGC 20640 e PGC 20717 sono visibili nella stessa regione di cielo di NGC 2369 e per questo vengono talvolta identificata con la sigla NGC 2369A e NGC 2369B, anche se non sono incluse nel New General Catalogue compilato da John Dreyer.
NGC 2369 presenta una larga riga a 21 cm dell'idrogeno neutro ed è molto luminosa nell'infrarosso, per cui viene classificata come galassia LIRG (Luminous infrared galaxy).

## Supernova
Il 21 maggio 2008, all'interno di NGC 2369 è stata scoperta la supernova SN 2008cm dall'astronomo amatoriale sudafricano Berto Monard. La supernova è stata classificata di tipo Ia.

## Gruppo di NGC 2369
NGC 2369 è la più vasta di un gruppo di galassie che porta il suo nome, il Gruppo di NGC 2369 che comprende almeno 6 membri. Le altre cinque galassie del gruppo sono NGC 2369A (PGC 20640), NGC 2381, NGC 2417, IC 2200 e IC 2200A (PGC 21062).